# Česká moderna
Česká moderna (Tschechische Moderne) war eine Gruppierung junger tschechischer Literaten in den 1890er Jahren.
Die Entstehung geht auf das Manifest der Česká moderna aus dem Jahr 1895 zurück. Autor dieser Schrift war der Dichter Josef Svatopluk Machar. Wegen Unstimmigkeiten in der Gruppe verfiel diese bald wieder.
Die Gruppe hatte kein einheitliches künstlerisches Programm. Das lag vor allem an den unterschiedlichen literarischen Ausrichtungen der Mitglieder. Sie versuchte, das Recht auf individuelle Auffassung der Kunst und den Individualismus, das heißt die Unabhängigkeit von gesellschaftlichen Normen durchzusetzen. Geeinigt hat die Gruppe vor allem der Nonkonformismus, worunter sie die Trennung von der herrschenden Politik verstand.
Česká moderna unterschied sich vor allem von der älteren Generation der tschechischen Literatur. Sie bekämpfte mit der Feder die Vertreter von Lumír und die Realisten. Den einzelnen Vertretern dienten dabei als Vorbilder Werke von Karel Havlíček Borovský und Jan Neruda.
Zu den Vertretern der Gruppierung gehörten Otokar Březina, František Václav Krejčí, Josef Svatopluk Machar, Vilém Mrštík, František Xaver Šalda, Josef Karel Šlejhar und Antonín Sova.